# Kava (település)
Kava (szlovákul Kava) Komárom városrésze Szlovákia Nyitrai kerületének Komáromi járásában. Mintegy 360 lakosa van.

## Fekvése
A városközponttól 9 km-re északra fekszik, a Vág-Duna bal partján.

## Élővilága

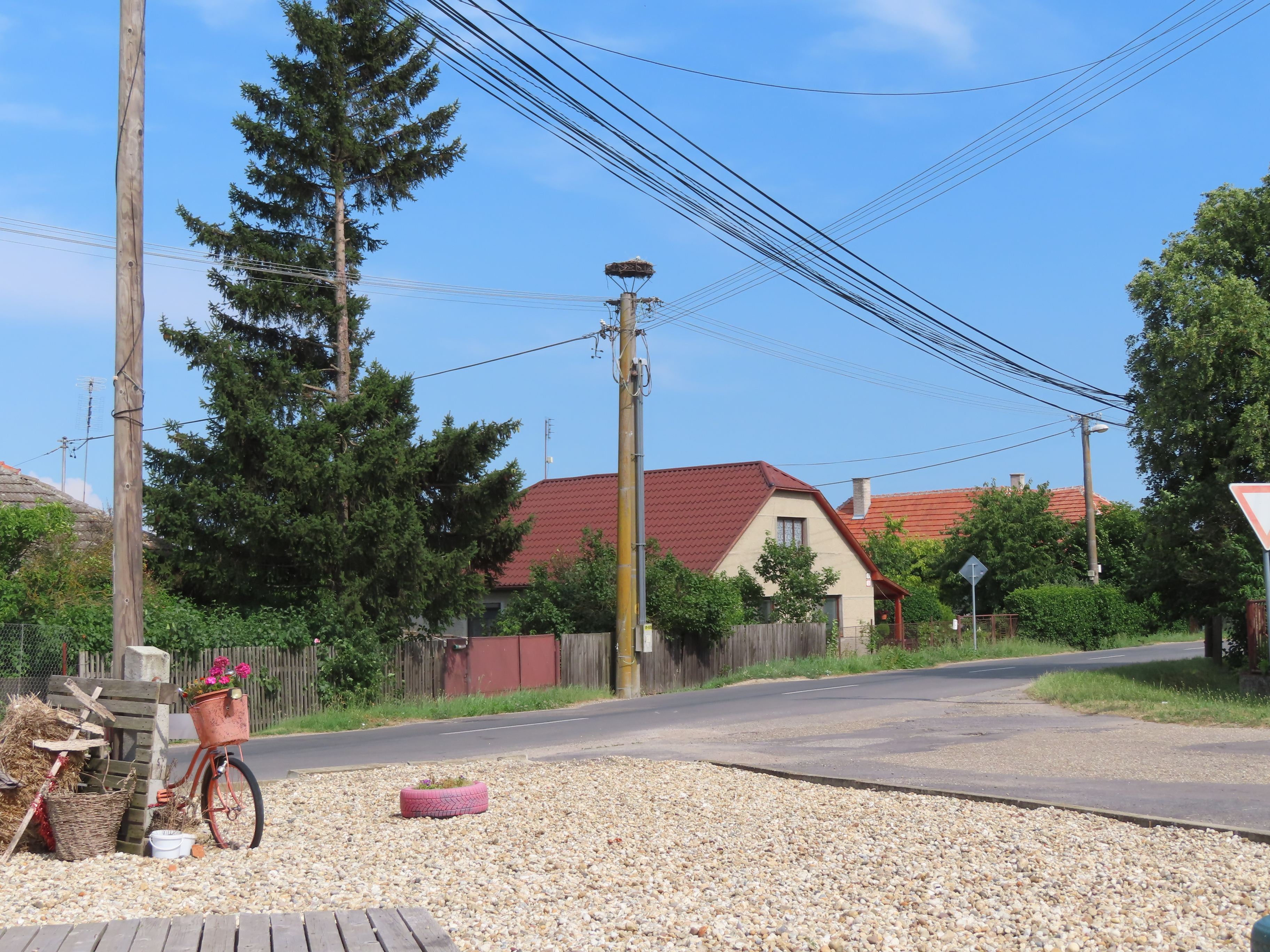
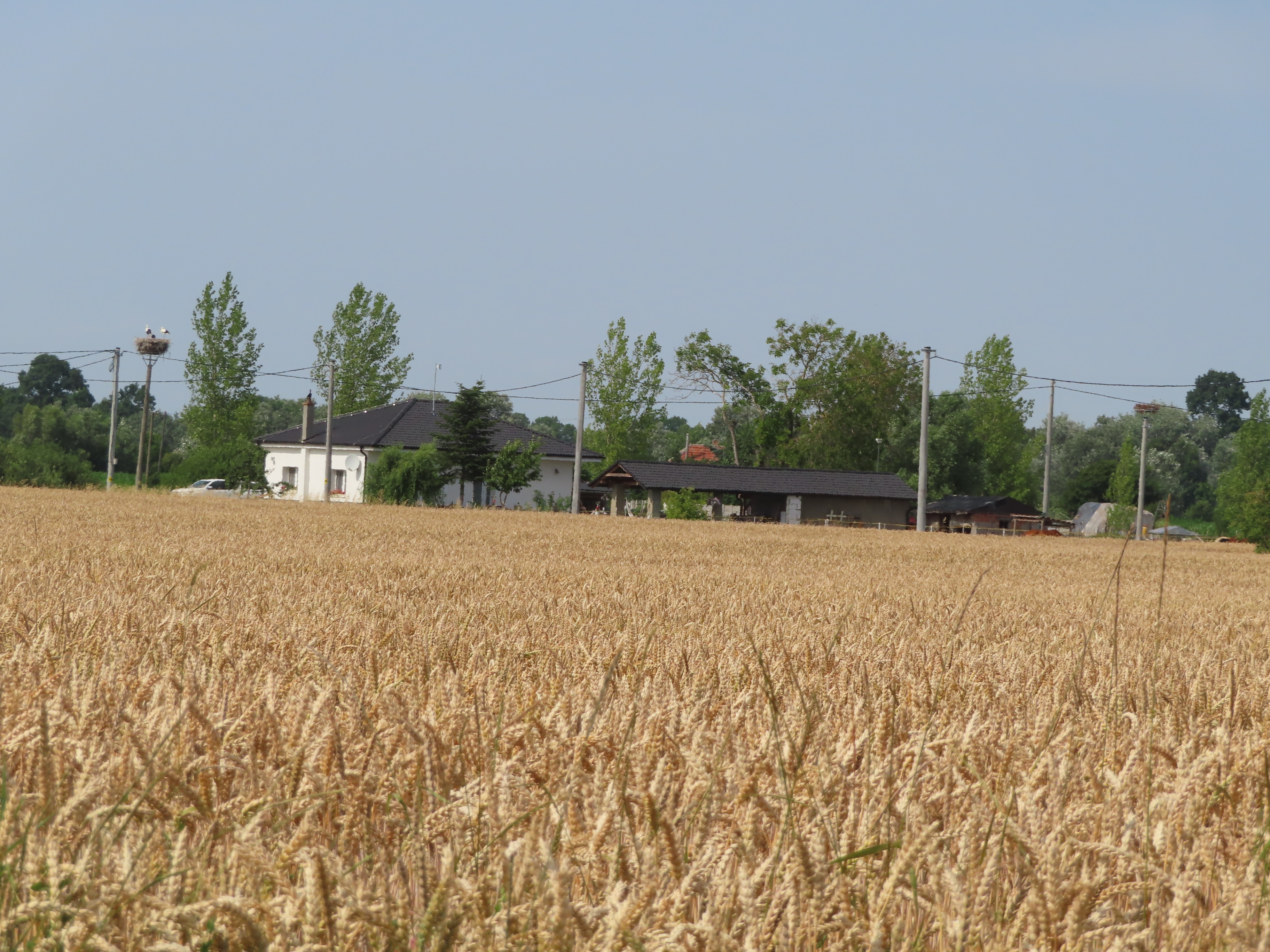
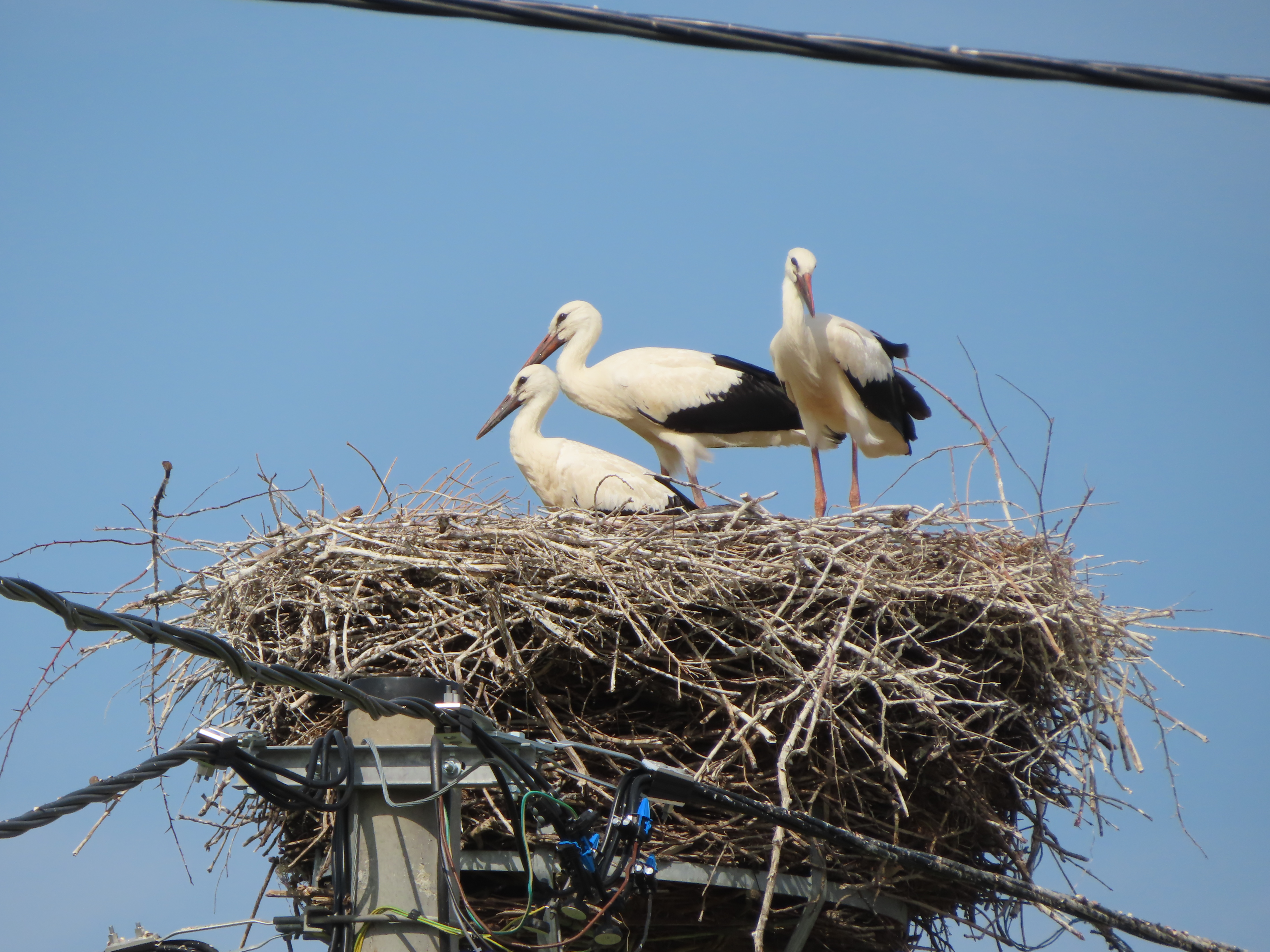

Kaván egy gólyafészket, külterületén további két gólyafészket tartanak nyilván.

## Története
A szildombi szőlősökben kora középkori temetkezést találtak.
Első írásos említése (önálló községként) 1075-ből származik. Az 1260-as évek határjárási jegyzőkönyveiben „Coa” néven szerepelt. A település később elpusztult, majd pusztaként újratelepült. 1358-ban Győr és Komárom vármegye közös nemesi közgyűlésén Zakalus-i Korch fiai Péter és László panaszt tettek amiért az esztergomi egyház lándori (Nandur) jobbágyai Kava birtokukat használták és bitorolták. 1407-ben Kavai Posár Domokos tiltja az érseki nemeseket és jobbágyokat birtokrészei megszerzésétől.
Vályi András 1796-ban kiadott geográfiai szótárában így ír róla: „KÁVA. Szabad puszta Komárom Várm. földes Urai több Urak.”
1849. március 27-én komáromi önkéntes szekeresgazdák és huszárok rajtaütéssel 9 ellenséges lovast fogtak el Kaván. A 19. század közepén Fényes Elek ezt írja róla: „Kava, puszta, Komárom vmegyében, határa jelenleg a vizvári puszta határával egybe van olvadva. 1548. Amade Mihály a Csuzyakat bizonyos Hethemes nevü halastó végett perbe idézi. 1754. Ocskay Julianna, Balogh Pál hitvese Hunyady János gondnoka s többek ellen zálogpert indít.”
Borovszky Samu monográfiasorozatának Komárom vármegyét tárgyaló része szerint: (Keszegfalvához) „...tartoznak Bálványszakállas, Homok, Kava, Királyné, Rakóhát és Vízvár puszták, Lohot és Szőlős dűlők, végre a nagyszigeti házcsoport. Kava puszta okleveles említése már 1075-ben történik. 1260-1270 között Coa alakban szerepel és ekkor Tamás, Balyan és Opour osztozkodnak e birtokon. 1420-ban Pozsár vagy Posár Domokos a Kavai előnevet használja.”
1920-ig Komárom vármegye Csallóközi járásához tartozott. 1938-1945 között ismét Magyarország része.
A település sokáig Keszegfalvához tartozott, 1954-ben csatolták Komáromhoz. 1978-ig önálló mezőgazdasági szövetkezete volt, ekkor a vágfüzesi szövetkezethez csatolták. Kaván négyosztályos alapiskola működött, futballcsapata Vágfüzessel közös.

## Nevezetességek
- A Szt. László-kápolna 2002-ben épült. A falán 2003-ban elhelyezett emléktábla a 2. világháború áldozatainak állít emléket.
- A Kavicsos-tavak kedvelt fürdőhely az egykori kavicsbánya helyén.

## Képtár

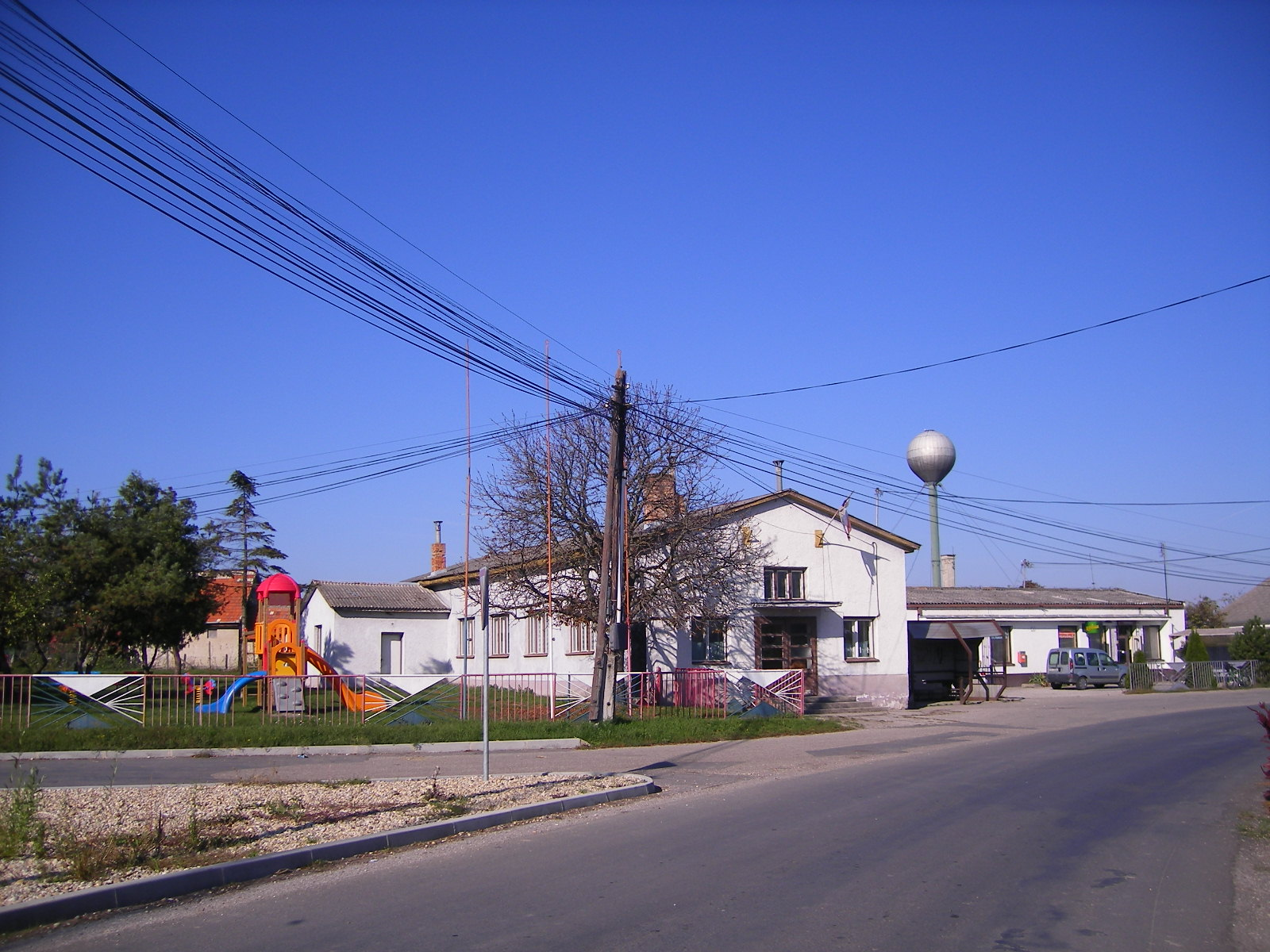
Kava központjában
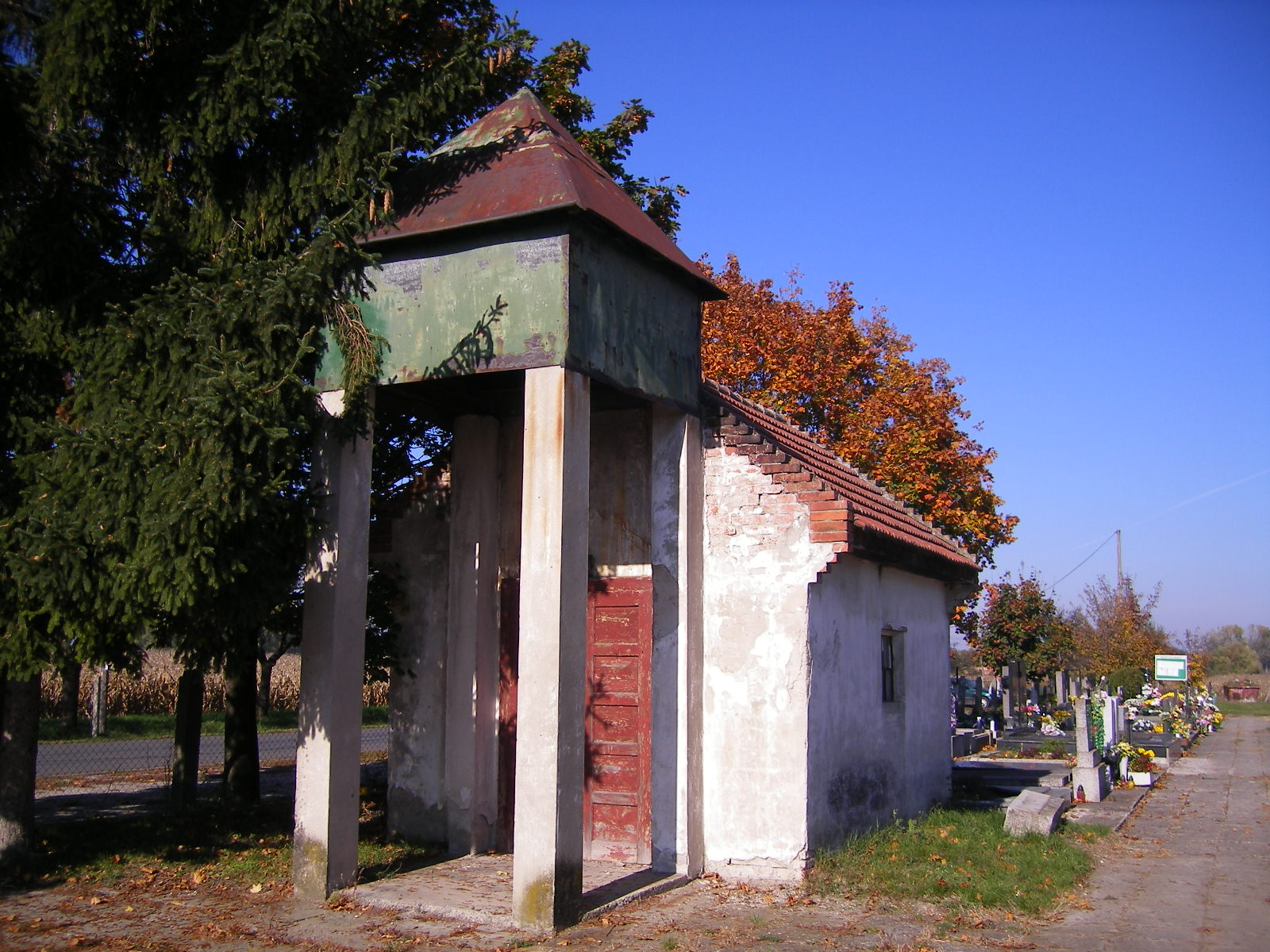
Harangláb a temetőben
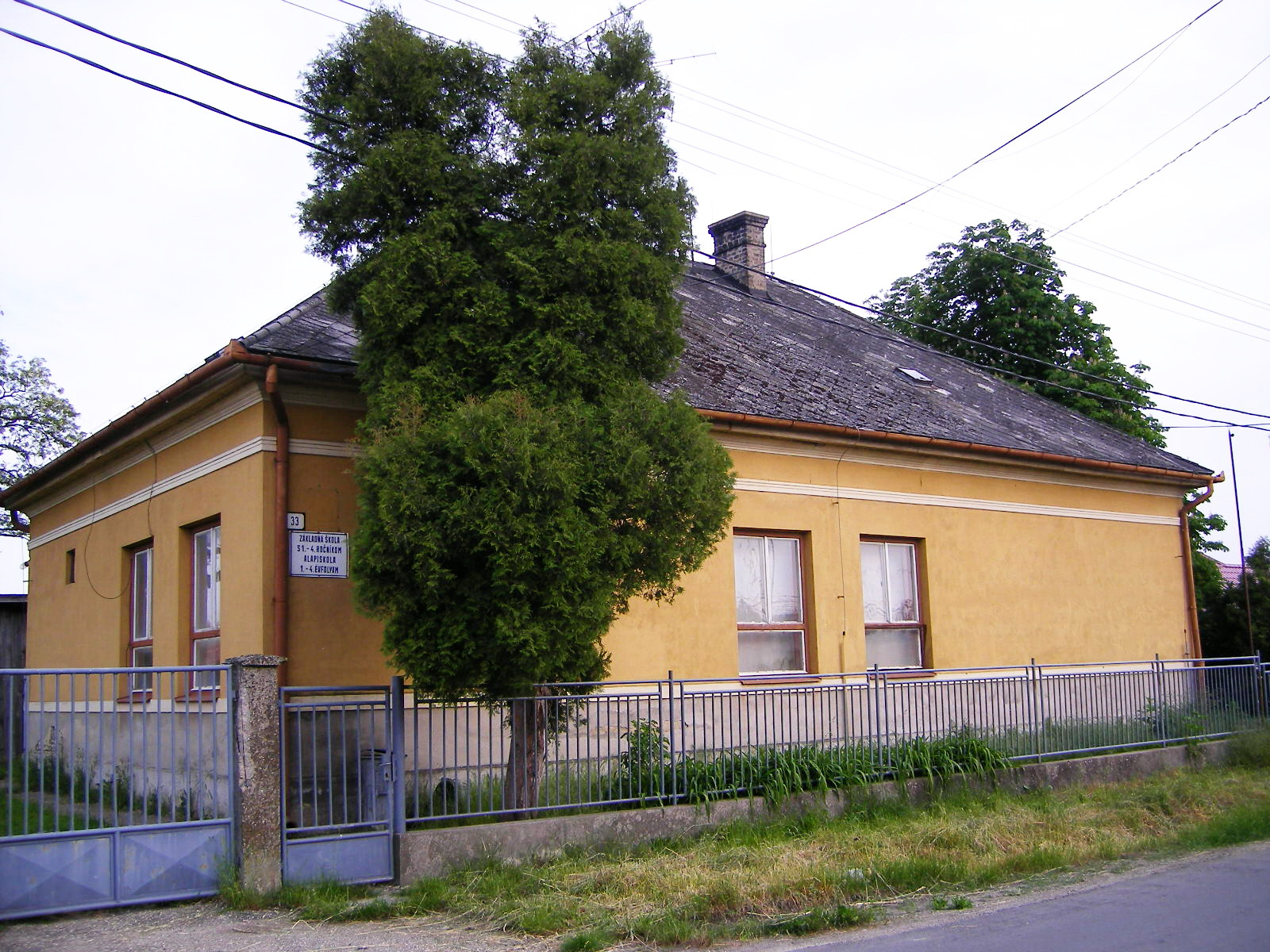
A kavai alapiskola
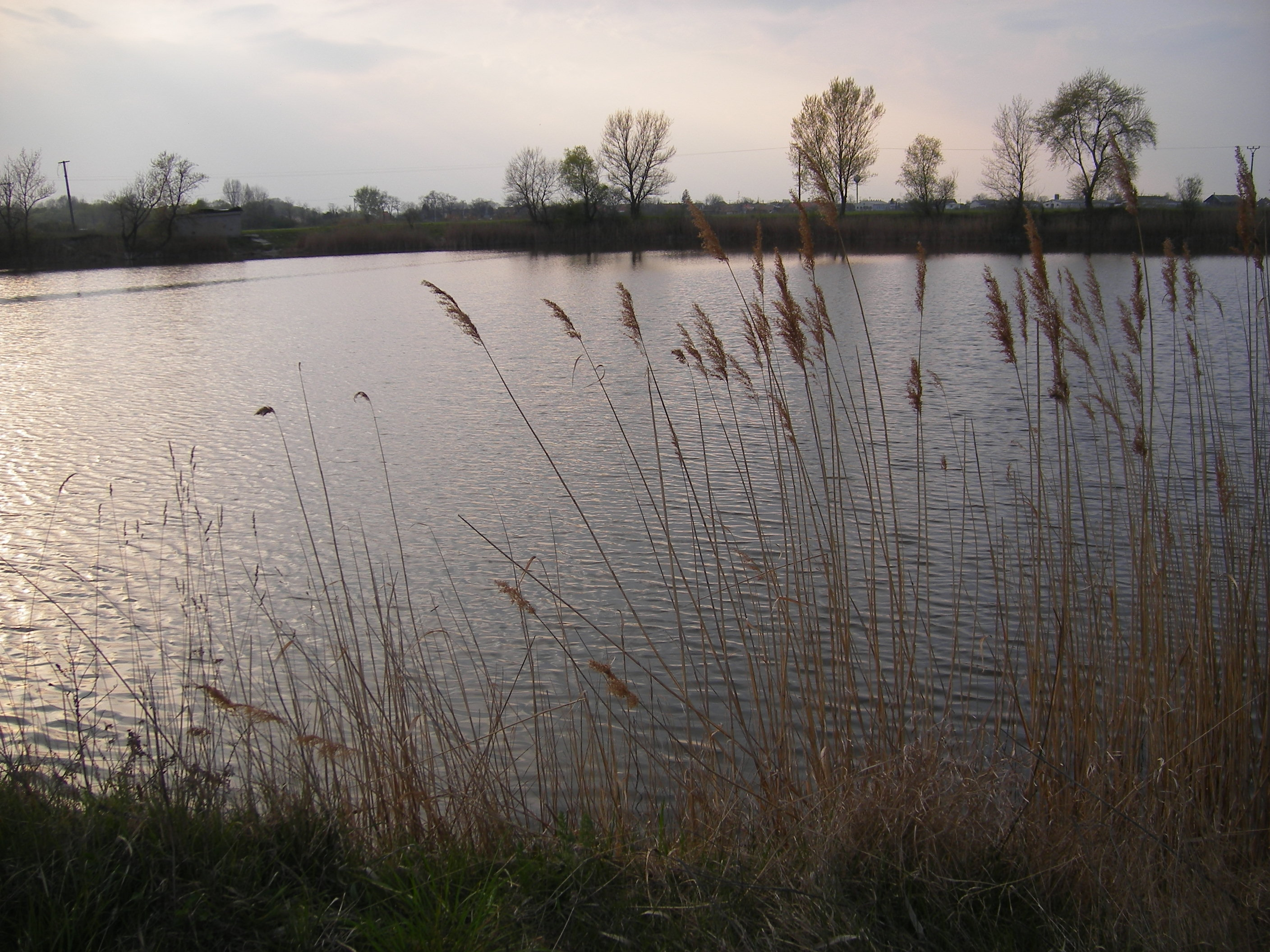
A Kavicsos

## Lásd még
- Komárom
- Cserhátpuszta
- Gadóc
- Harcsás
- Örsújfalu